# Victorine Ollier
Pour les articles homonymes, voir Ollier.
 Victorine Ollier, connue comme Mlle ou Mme Reillo, née le 24 octobre 1869 à Saint-Étienne et morte le 23 février 1911 à Vincennes, est une coureuse cycliste française professionnelle de la fin du XIXe siècle, une des pionnières du cyclisme féminin.

## Biographie
Originaire de Saint-Étienne, elle commence la compétition en 1892[source insuffisante].
En novembre 1895, elle prend le départ d'une course de six jours au Royal Aquarium à Londres[page à préciser],.
En 1896, elle termine deuxième des championnats du monde derrière Hélène Dutrieu. En novembre, elle bat la championne Lisette dans une course organisée par l'Artistic-Cycle-Club,,.
Le 5 février 1897, elle part courir à Saint-Pétersbourg, au manège Michel, dans une équipe mixte française constituée de quatre femmes, elle-même, Marie Tual, Gabrielle Eteogella, et Georgette, et de quatre hommes, Lamberjack, Domain, Guerry et Smits.
Le samedi 20 février, la course a lieu devant un public nombreux parmi lequel se trouvent le grand duc Cyrille Vladimirovitch de Russie le duc Nicolas Maximilianovitch de Leuchtenberg et le prince Alexandre d'Oldenbourg. Reillo termine seconde derrière Etéogella dans l'épreuve dame. 
Domain, qui a terminé second dans l'épreuve internationale, annonce à la presse son retour prématuré à Paris. 
Son départ précipité amène le quotidien Paris-Vélo, qui a un correspondant sur place, à enquêter et publier en une le 28 février une information selon laquelle Domain aurait commis une voie de fait « contraire à la galanterie » contre Reillo, ce qui aurait provoqué son départ précipité de Russie. 
Le 2 mars, le journal Gil Blas précise qu'il s'agit d'une gifle de Domain à sa compatriote Reillo et argue que « la seule excuse de Domain, c’est que les coureuses ont si peu l’air de femmes, qu’il a pu s’imaginer corriger un petit garçon », invoquant également une protection russe pour Reillo.
Domain confirme dans La Presse sa gifle infligée à Reillo, mais minimise, les faits « ne s'étant pas passés au vélodrome ».
Elle gagne un match-handicap,. 
Elle fait une chute assez sérieuse sur la piste et son état de santé l'empêche de rentrer en France avec le reste de l'équipe,.
En juin de la même année, elle affronte Hélène Dutrieu, à Lille, en deux manches avec entraineurs. Dutrieu remporte les deux manches. Le même mois, elle participe, avec Lisette, aux journées organisées par le Véloce-Club brestois.
En 1897, elle détient le record de France du kilomètre.
Elle épouse Oscar Kirfel, un négociant en charbon d'origine belge également ancien coureur cycliste[réf. nécessaire], le 16 décembre 1902 à Neuilly-sur-Seine et meurt à Vincennes huit ans plus tard, à l'âge de 41 ans. Elle est inhumée au cimetière du Père-Lachaise.

## Iconographie
Elle apparait dans la collection de photographies sportives de Jules Beau (Tomes 2 et 4).